# GM대우 레조
GM대우 레조(GM Daewoo Rezzo)는 대우자동차(한국GM의 전신)가 2000년 1월부터 2007년 6월까지 생산한 중형 미니밴이다.

## 1세대(U100)

### 레조(2000년1월 7일~2005년7월)

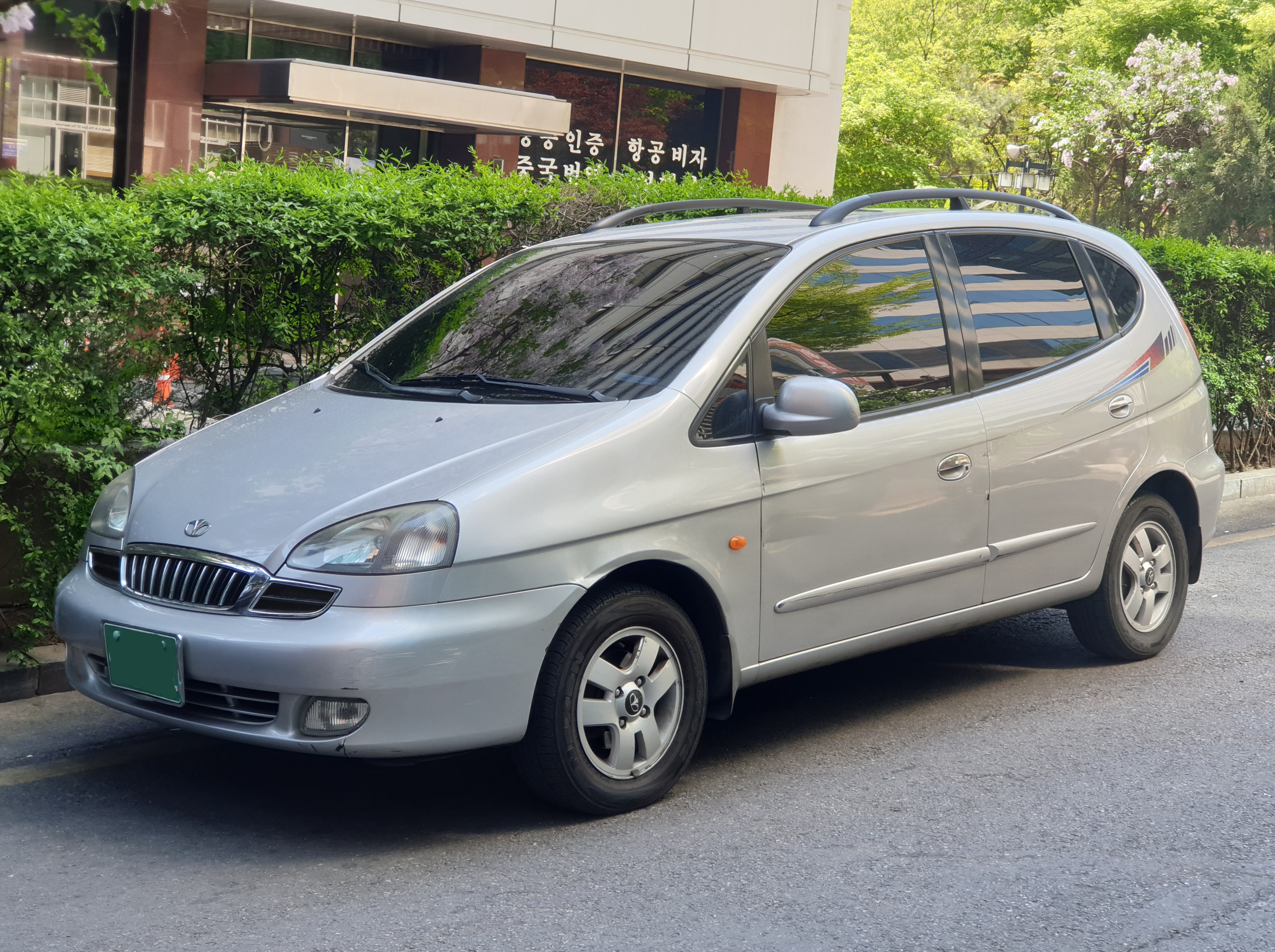
GM대우 레조 정측면

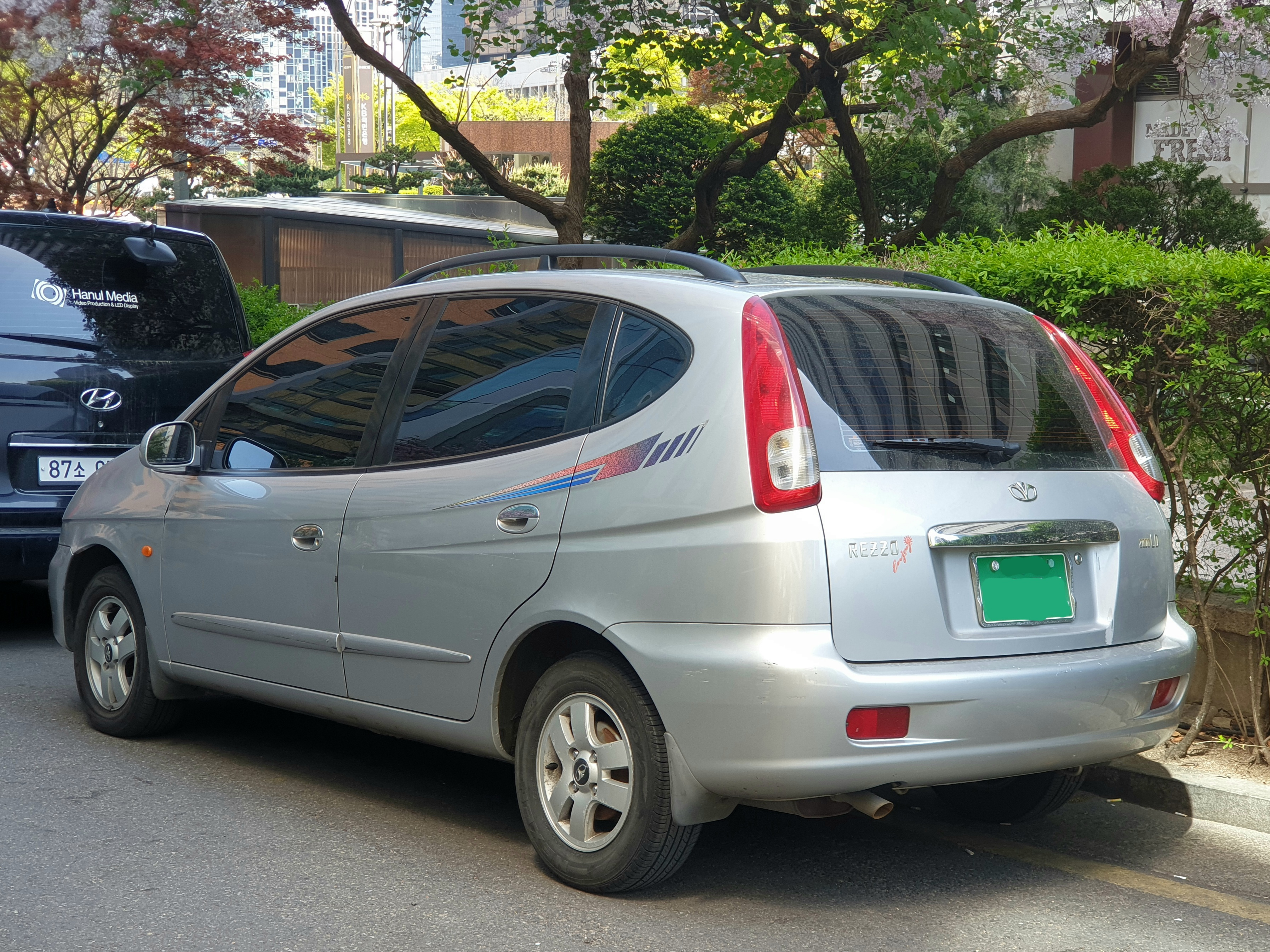
GM대우 레조 후측면

대우자동차가 만든 첫 번째 중형 미니밴으로, 이탈리아의 디자인 업체인 피난파리나에서 디자인을 담당하였다. 전라북도 군산시 소룡동에서 생산됐으며, 당시 경쟁 차종으로는 기아 카스타, 기아 카렌스, 현대 싼타모 등이 있었으며, 2000년에 대한민국 자동차 판매 순위 5위를 기록하였다. 대한민국에서 판매되는 사양은 5인승 또는 7인승이나, 실제로는 3열 시트에 사람이 타기 어려울 정도로 매우 좁다. 2001년 5월 11일에 선보인 2002년형부터 운전석 에어백과 무릎 보호대가 기본 적용되었다.

### 뉴 레조(2005년7월~2007년6월)

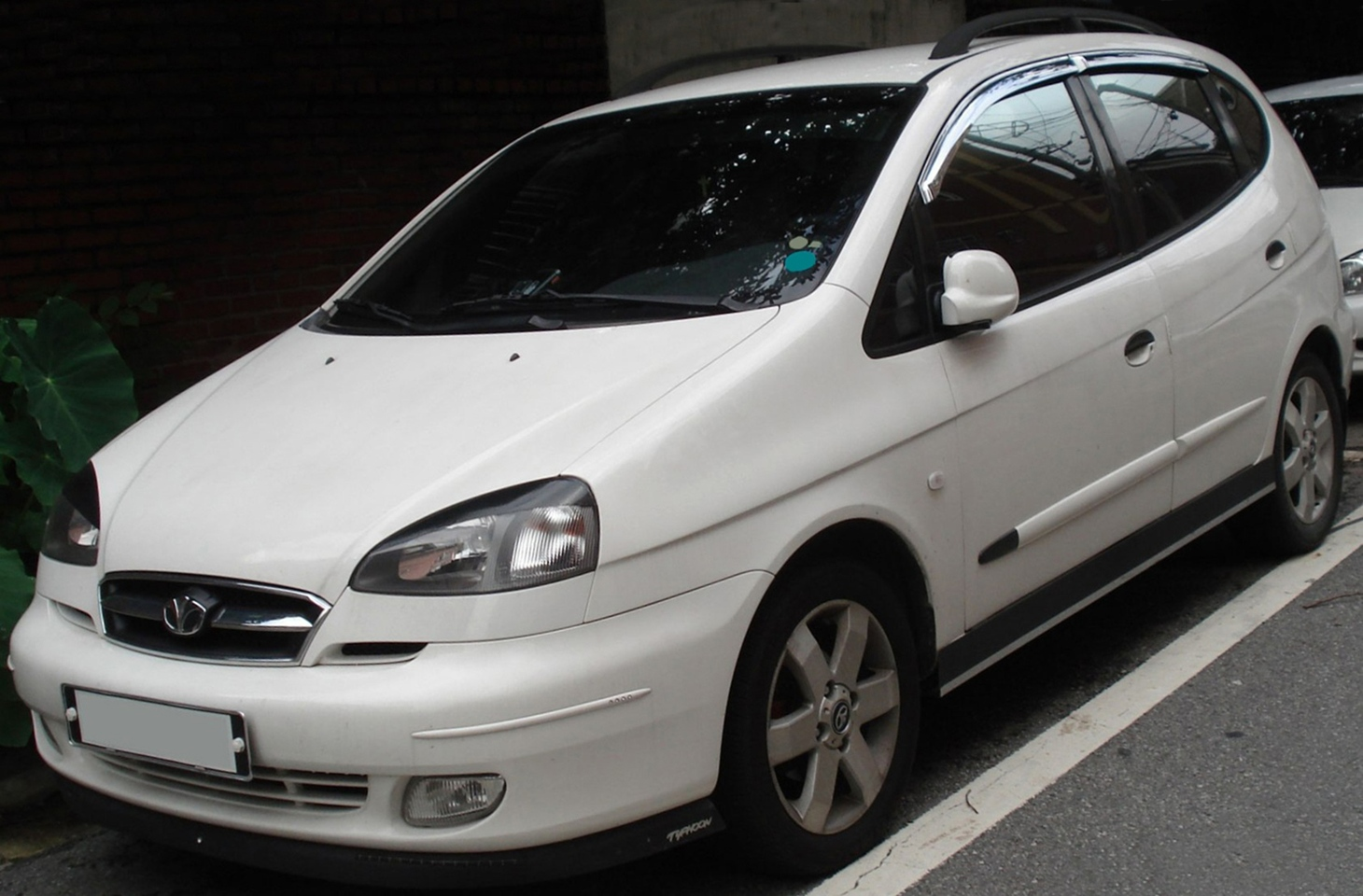
GM대우 뉴 레조 정측면

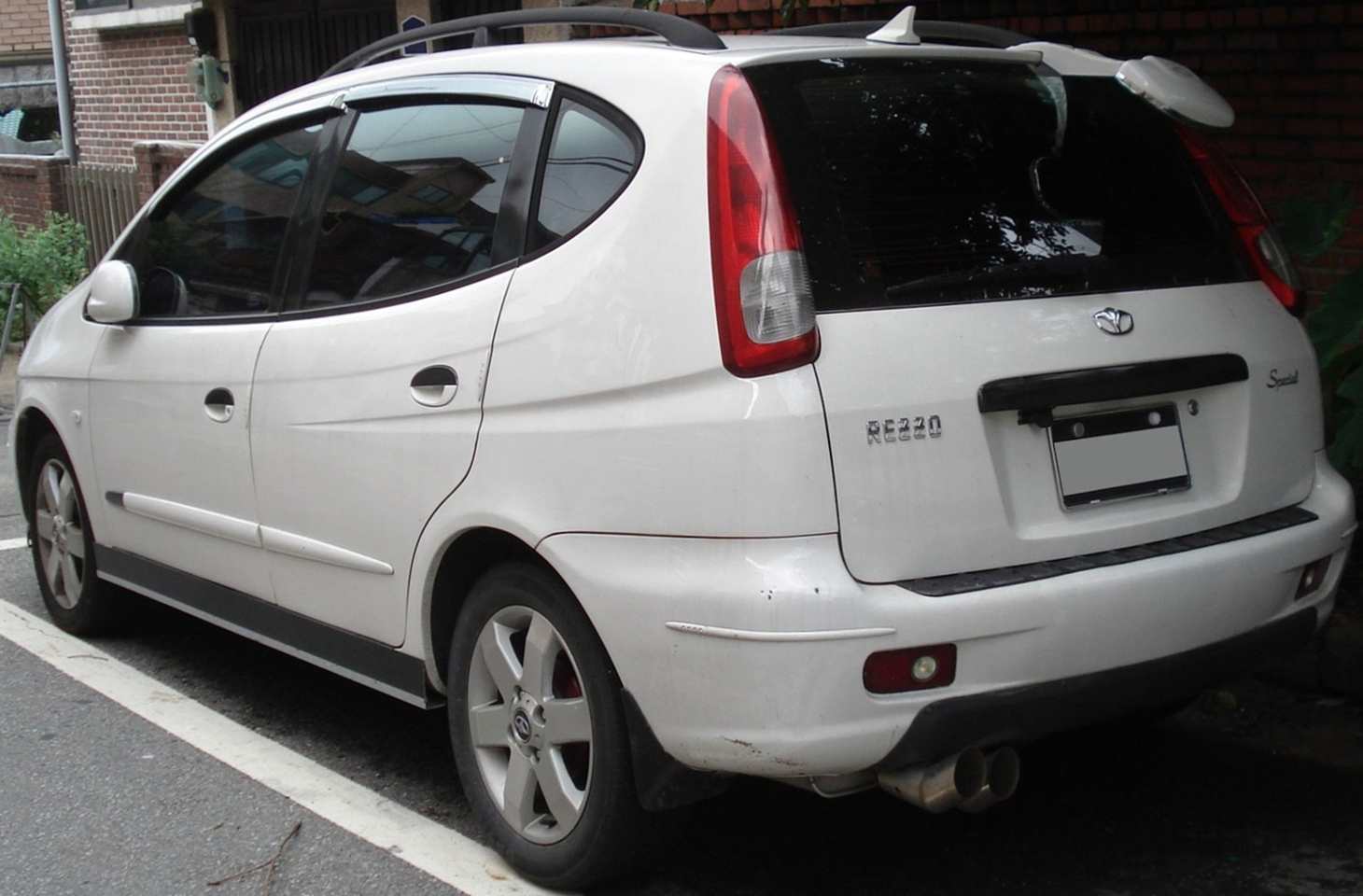
GM대우 뉴 레조 후측면

2005년 7월 11일에 라디에이터 그릴을 바꾸고, 메탈릭 색상의 루프 랙이 적용된 뉴 레조가 출시되었다. 엔진 결함으로 인한 리콜 문제 때문에 판매 대수가 해마다 급락하여, 많은 인기를 얻지 못했고, 결국 2007년 6월에 후속 차종 없이 단종되었다. 건설교통부(현 국토교통부)의 정밀 검사 결과, 소비자들의 주장대로 피스톤 링이 절단되는 등 제작 결함이 있었고, 내시경을 통한 엔진 검사에서, 정상 차량의 실린더보다 벽면이 심하게 마모되어, 엔진 오일이 엔진에서 연소되는 것으로 밝혀졌다고 해명했다.
이후 2011년에 쉐보레 올란도가 출시되면서 레조의 빈자리를 메웠다.

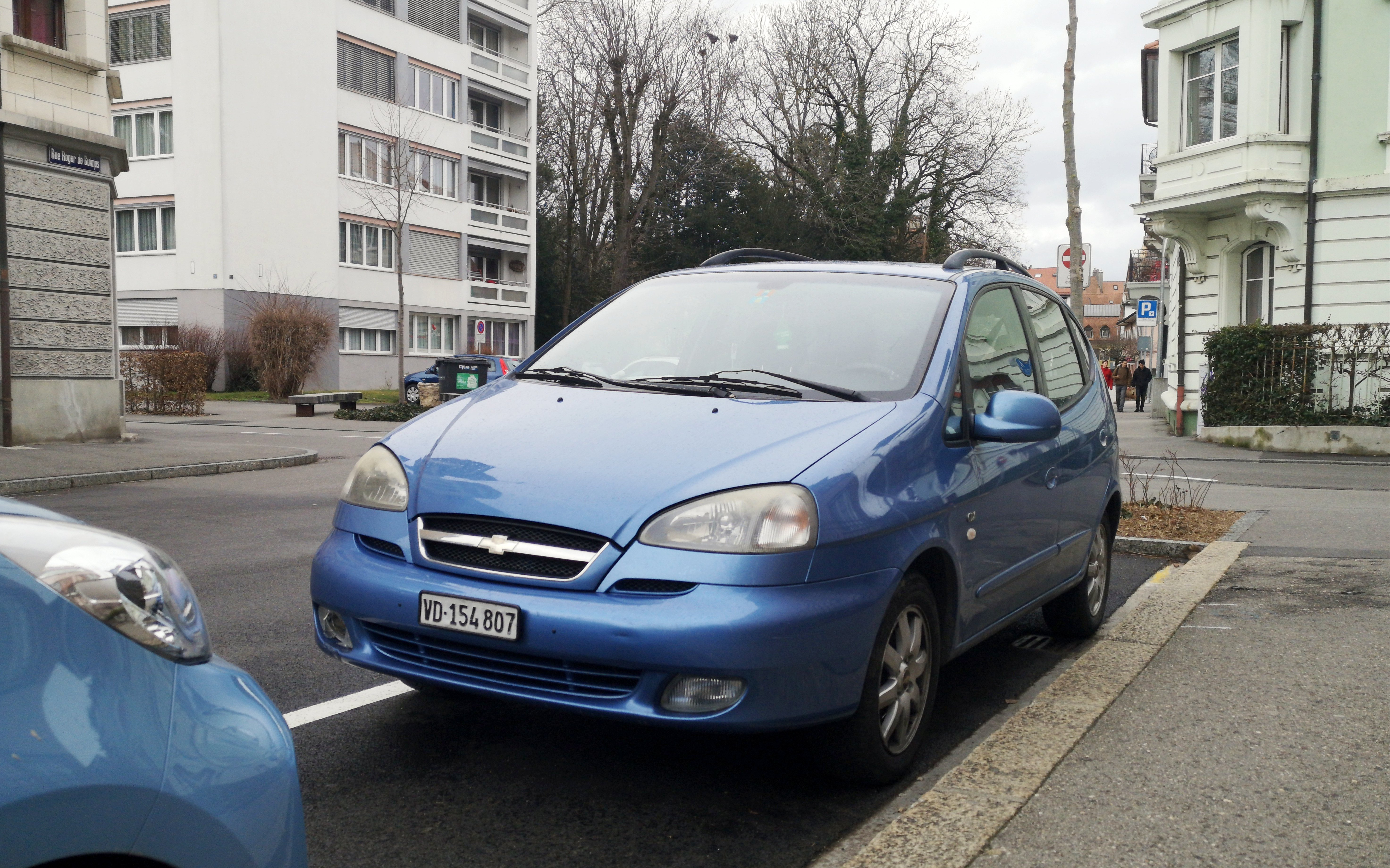
쉐보레 타쿠마 정측면
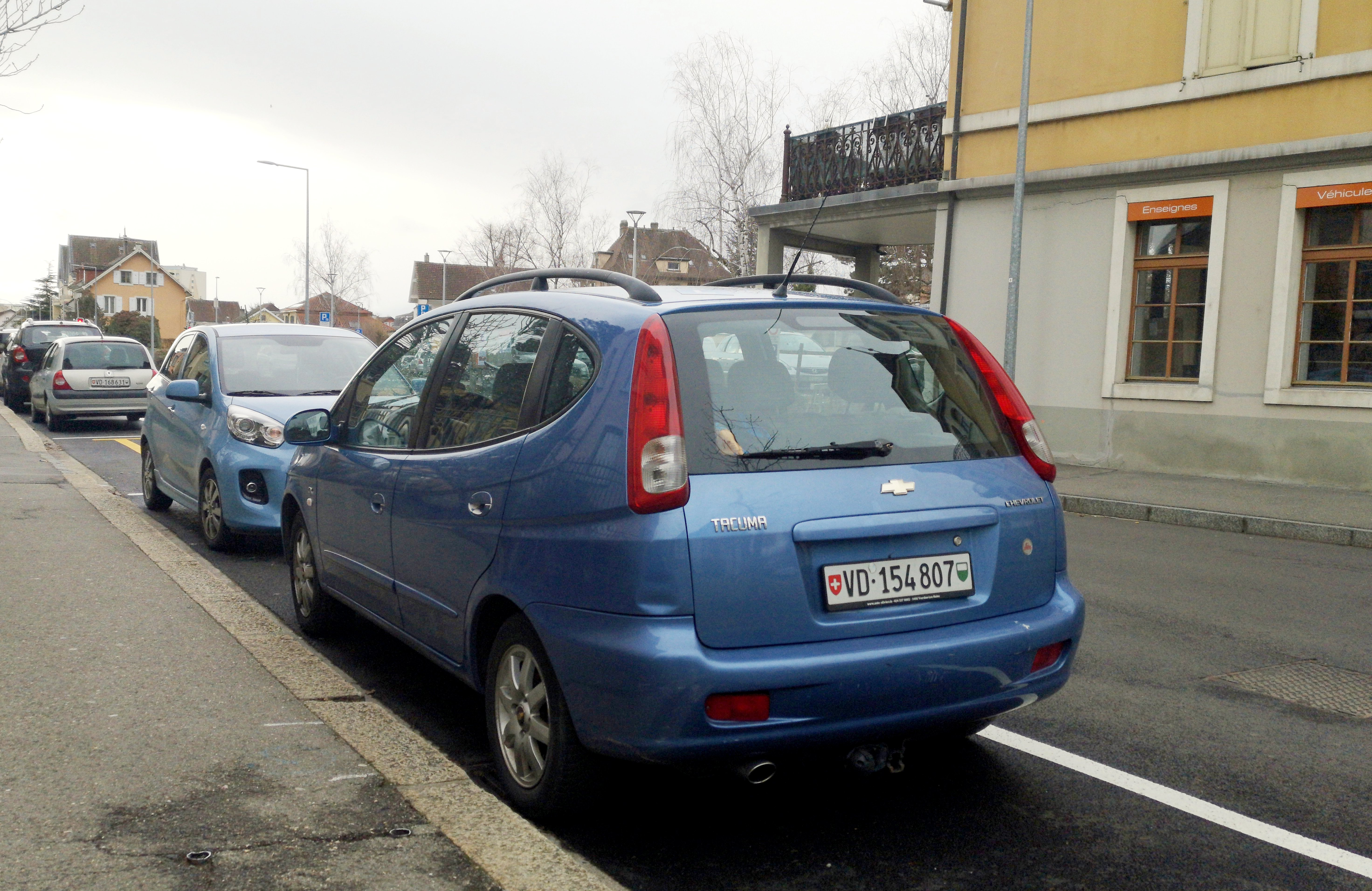
쉐보레 타쿠마 후측면

## 역대 슬로건

### 1세대(U100)
- 안이 즐겁다 (레조)
- 생활이 즐겁다! (레조)
- 스타일을 아는차 (레조)
- 힘나는 스타일 (레조)
- 뉴 레저, 뉴 레조 (뉴 레조)

## 제원
| 구분                 | 2.0ℓ SOHC LPG                                                                                            | 2.0ℓ DOHC 가솔린                                                                                           |
| -------------------- | --- | --- |
| 전장 (mm)            | 4,350 | 4,350 |
| 전폭 (mm)            | 1 | 1 |
| 전고 (mm)            | 1,580 1,630(루프랙 적용시)                                                                               | 1,580 1,630(루프랙 적용시)                                                                                 |
| 축거 (mm)            | 2,600 | 2,600 |
| 윤거 (전, mm)        | 1,475 | 1,475 |
| 윤거 (후, mm)        | 1,480 | 1,480 |
| 승차 정원            | 5명/7명                                                                                                  | 5명/7명 |
| 변속기               | 수동 5단 자동 4단                                                                                        | 수동 5단 자동 4단                                                                                          |
| 서스펜션 (전/후)     | 맥퍼슨 스트럿/토션 빔                                                                                    | 맥퍼슨 스트럿/토션 빔                                                                                      |
| 구동 형식            | 전륜 구동                                                                                                | 전륜 구동                                                                                                  |
| 엔진 형식            | C20NL | C20SED |
| 연료                 | LPG | 가솔린 |
| 배기량 (cc)          | 1,998 | 1,998 |
| 최고 출력 (ps/rpm)   | 105/5,000 (이후 95/4,800으로 변경)                                                                       | 147/5,400 (이후 128/5,200으로 변경)                                                                        |
| 최대 토크 (kg*m/rpm) | 16.4/2,400 (이후 15.8/2,400으로 변경)                                                                    | 19.7/4,000 (이후 18.6/4,000으로 변경)                                                                      |
| 연비 (km/ℓ)          | 17.0(수동 5단)/ 16.5(자동 4단) (이후 10.2(수동 5단)/ 9.6(자동 4단), 9.4(수동 5단)/ 7.5(자동 4단)로 변경) | 17.5(수동 5단)/ 17.2(자동 4단) (이후 13.7(수동 5단)/ 10.7(자동 4단), 12.6(수동 5단)/ 9.9(자동 4단)로 변경) |